# Acrossus planicollis
Acrossus planicollis är en skalbaggsart som beskrevs av Edmund Reitter 1890. Acrossus planicollis ingår i släktet Acrossus och familjen Aphodiidae. Inga underarter finns listade i Catalogue of Life.